# Alice Agogino
Alice Merner Agogino (nascida em 1952) é uma engenheira mecânica norte-americana conhecida pelo seu trabalho em trazer mulheres e pessoas de cor para a engenharia e por sua pesquisa em inteligência artificial, design auxiliado por computador, sistemas de aprendizagem inteligentes e redes de sensores sem fio.